# Pinufiidae
Pinufiidae zijn een familie van weekdieren uit de klasse van de Gastropoda (slakken).

## Geslacht
- Pinufius Er. Marcus & Ev. Marcus, 1960